# Процесс Кимберли

Карта, показывающая страны-участники Процесса Кимберли (выделены тёмно-зелёным) и страны-кандидаты к присоединению (выделены светло-зелёным).

Схема сертификации процесса Кимберли (англ. Kimberley Process Certification Scheme KPCS, KPCS) — утверждённая ООН (согласно резолюции 55/56) в 2003 году в соответствии с рекомендациями доклада Фоулера схема для предотвращения поступления на рынок так называемых кровавых алмазов — алмазов, добываемых незаконно и идущих на финансирование закупки оружия для повстанческих группировок в Западной Африке и их союзников, воюющих против законных правительств. Россия активно участвует в процессе с 2000 г. и являлась председателем ряда комиссий процесса. В 2020 г. Россия должна была стать председателем процесса, но попросила перенести свое председательство на 2021 г., оставаясь по сути вице-председателем организации.
Эффективность процесса была поставлена под сомнение такими организациями, как, например, Global Witness, которая вышла из схемы 5 декабря 2011 года, утверждая, что она не выполняет своих целей и не обеспечивает уверенности, что алмазы, поступающие на рынки, не являются алмазами из зон конфликтов. По данным МИД РФ на 2010 г. членами организации являлись 75 стран, то есть 49 участников, включая Евросоюз с 27 государствами-членами.
Названа в честь «алмазной столицы ЮАР» Кимберли, где проходили встречи подготовки схемы процесса.